# Lunatic
Pour les articles homonymes, voir Lunatic (homonymie).
Lunatic est un groupe de hip-hop français, originaire des Hauts-de-Seine. Le groupe se forme en 1994 et se dissout en 2003 par Booba (Boulogne-Billancourt) et Ali (Issy-les-Moulineaux) y débute avec Coup d'État Phonique. À la suite de problèmes internes, Lunatic rejoint le collectif Beat de Boul et affinent leur style lors des freestyles en compagnie du collectif. Il quitte le collectif pour se joindre à celui de Time Bomb en compagnie des X-Men, d'Oxmo Puccino, Pit Baccardi et des Ghetto Diplomats (devenus la Famille Haussmann).
Lunatic publie son premier album studio, Mauvais œil, en octobre 2000, souvent considéré comme l'un des plus grands albums de l'histoire du rap français. Il se sépare en 2003, et leur label, 45 Scientific publie un dernier projet du groupe en 2006, intitulé Black Album, avec des titres déjà existants et des remixes, accompagnés de deux titres inédits : Tony Coulibaly, solo de Booba, et Récolte c'que tu sèmes d'Ali.
Lunatic est souvent considéré comme l'un des grands groupes de l'histoire du rap français.

## Biographie

### Débuts et Beat de Boul

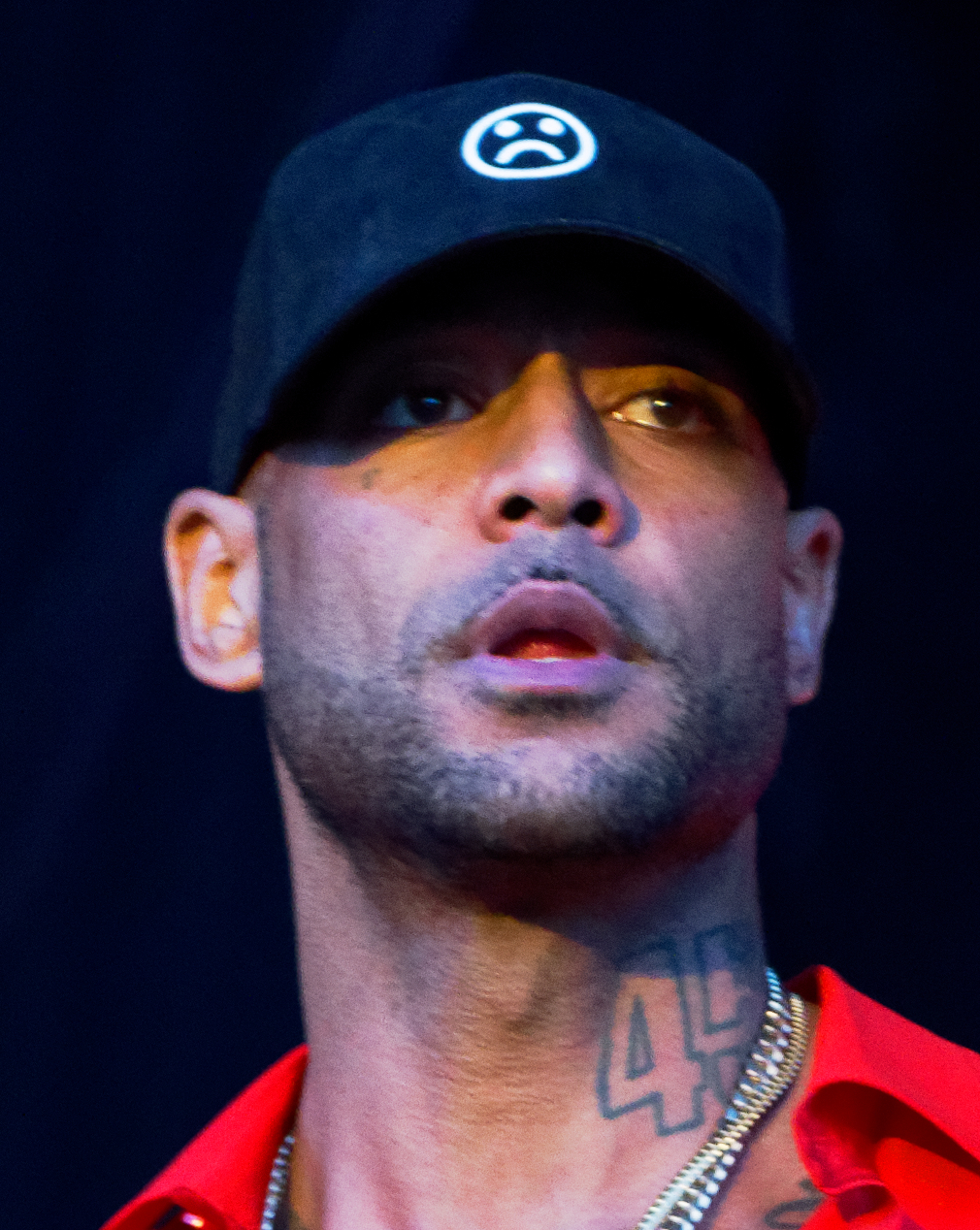
Booba en 2019.

Booba est originaire de Boulogne-Billancourt et Ali d'Issy-les-Moulineaux, dans les Hauts-de-Seine. Ils se rencontrent par l'intermédiaire du rappeur Egosyst en 1994. Ils se rapprochent du groupe La Cliqua par le biais du rappeur Aarafat. Un morceau de La Cliqua comportant le tout premier couplet de Booba est apparu sur Internet en 2014, confirmant les liens étroits qu'entretenaient Lunatic et La Cliqua au cours de l'année 1994. À l'époque, Booba et Ali venaient régulièrement aux États-Unis.
À la suite de problèmes internes, Lunatic rejoint le collectif Beat de Boul et affinent leur style lors des freestyles en compagnie du collectif. Le groupe apparaît pour la première fois en 1995 sur la mixtape de Cut Killer, Freestyle: La première K7 freestyle de rap français, avec le Beat de Boul. Ils enregistrent leur premier album Sortis de l'ombre dans l'appartement de Zoxea. « Avec Ali, on kiffait bien le disque mais on avait travaillé dans des conditions rudimentaires, dans un cagibi. Peu après l’enregistrement, on est tous parti à New York pour visiter des studios. À notre retour, on a eu envie de tout réenregistrer avec un vrai son mais Zoxea n’était pas d’accord », explique Booba. Dans la soirée, les deux artistes se croisent par hasard sur la ligne 9 du métro entre les stations Billancourt et Marcel-Sembat. « On s’est regardés méchamment. Quand le train a marqué l’arrêt, nous sommes descendus pour régler ça sur le quai, se souvient Zoxea. Un pote m’a filé une lacrymo, je l’ai gazé. » Une bagarre éclate et les rappeurs finissent par terre dans les escaliers du métro.

### Time Bomb etLe crime paie
Lunatic quitte Beat de Boul pour rejoindre le collectif Time Bomb en compagnie des X-Men, d'Oxmo Puccino, Pit Baccardi et des Ghetto Diplomats (devenus la Famille Haussmann),. Cut Killer leur consacre une mixtape qu'il nomme Les Lunatic, en 1995. Puis en 1996, ils sortent le morceau Le crime paie sur la compilation Hostile Hip Hop. Sur ce morceau, les deux rappeurs y dressent un tableau sombre et imagé de la banlieue et de ses problèmes. Le crime paie, considéré comme un des morceaux forts du rap français, a contribué à la renommée du groupe. Le style de Lunatic, qui est non sans rappeler Mobb Deep, est en place et se confirmera dans les sorties suivantes.
En 1997, le groupe sort le morceau Les vrais savent sur la compilation L 432, morceau qui montre le talent du groupe à créer une ambiance particulière,,,. Le collectif Time Bomb, au sommet de son art, continue à freestyler sur Génération dans l'émission Original Bombattak. Booba est ensuite incarcéré pendant 18 mois et Ali continue en solo et apparaît notamment sur la mixtape Opération coup de poing. Une fois Booba sorti de prison, les deux rappeurs reprennent leurs services lors du Planète Rap des X-Men.

### Mauvais œil
Afin d'annoncer la sortie de leur premier album, le groupe sort l'EP Civilisé au début de 1999 sur leur label 45 Scientific créé avec Geraldo. Leur premier album Mauvais œil est publié en octobre 2000. Il signe de manière formelle un rap violent, mais non dénué de sensibilité ; la crudité se mélange à la mélancolie lyrique, le tout servi par une bonne production instrumentale : le succès est à la fois critique (meilleur album de la décennie 2000) et public, puisque l'album est certifié disque d'or, deux ans après sa sortie.

### Séparation
Booba commence alors une carrière en solo et publie son premier album solo Temps mort en janvier 2002. L'album connaîtra également un succès critique et commercial. Ali est également présent dans le morceau Strass et Paillettes. L'album est réédité en novembre 2002 avec deux autres morceaux. En raison de querelles internes, Booba quitte le label 45 Scientific et le groupe se dissout en 2003. Malgré tout, le groupe apparaît pour la dernière fois dans De larmes et de sang de Dicidens, sorti un an après la séparation de Lunatic. Le Black Album de Lunatic, qui comprend des inédits, des lives et des premières versions de morceaux, est publié en février 2006 sur le label 45 Scientific. N'étant pas d'accord avec cet album, Booba s'y oppose et la sortie de l'album est retardée.
En 2010, la rumeur d'une reformation de Lunatic se propage avec la diffusion d'un titre nommé La Reformation. En réalité, il s'agit d'une imitation du rappeur-beatboxer-imitateur Eklips. Cela ne plaît guère à Booba qui le fait savoir lors d'une interview au Québec et adresse à Eklips un « garde la pêche », expression propre à lui signifiant « va te faire foutre ».
Malgré leur séparation et leurs différends, Booba et Ali sont désormais en bons termes. Booba rend hommage à Ali dans le morceau Lunatic, issu de l'album du même nom sorti en 2010, où il déclare « A.L.I tu as toute ma reconnaissance ». Quant à Ali, bien qu'il regrette ses temps passés au sein de Lunatic, il considère toujours Booba comme un frère.
Les deux membres sont cependant clairs, Lunatic ne reviendra pas,. D'autant plus qu'en 2024, Booba a réagi vivement à une vidéo où Ali apparaissait avec en fond sonore le morceau Pas le temps pour les regrets. Sur Instagram, le rappeur de Boulogne a critiqué Ali pour avoir rappelé son appartenance passée à Lunatic, soulignant que c'était lui qui avait initié le travail sur le sample du morceau. Il a également remis en question l’entourage d’Ali, notamment son lien avec Géraldo, qu’il accuse de l’avoir trompé à plusieurs reprises.

### Sortis de l'ombre
En 2015, Zoxea (qui s'est réconcilié avec Booba et Ali), affirme qu'il projette de publier le premier album de Lunatic, Sortis de l'ombre. Cela n'est pas sans difficulté : si Booba a donné son accord, Ali (qui avait à l'origine donné son accord) s'oppose à la sortie de cet album, qu'il juge de faible qualité et qui ne correspond plus au message qu'il souhaite transmettre,,.

## Polémiques
Le style cru, nihiliste et antisocial de Lunatic leur a valu le boycott de la radio Skyrock, passage obligé pour les rappeurs faisant leur promotion. Le patron, Laurent Bouneau, gêné par certaines phases comme J'aime voir des CRS morts qualifie les titres du groupe de « rap de village ». Cela est le début d'une animosité entre Booba et Skyrock et le duo parvient à percer en indépendant sans le soutien des radios, un exploit depuis Assassin.
À la suite des émeutes de novembre 2005, 153 députés de droite et 49 sénateurs demandent au ministère de la justice d'envisager des poursuites à l'encontre de plusieurs groupes de rap, dont Lunatic, pour incitation au racisme anti-blanc et à la haine de la France. Ils portent leur accusation notamment à partir de quelques extraits : « Quand j'vois la France jambes écartées, j'encule sans huile [...] Tu m'dis : la France un pays libre ; [...] attends-toi à bouffer du calibre. J'rêve de loger dans la tête d'un flic une balle de G.L.O.C.K. » La plainte est rejetée. Une proposition de loi visant à créer un « délit d'atteinte à la dignité de l’État et de la France » est ensuite lancée, mais n'est pas votée.

## Discographie

### Apparitions
- 1994 : La Cliqua, Booba et Moda - Titre Inédit (sur la compilation de Moda et Dan, jamais sortie, Le Bout du Tunnel ) finalement sorti en 2019 par L'archiviste records : Sortir du Tunnel
- 1994 : La Cliqua & Ali - Freestyle
- 1995 : Cut Killer - La première K7 freestyle de rap français (Freestyle Beat de Boul)
- 1995 : Les sages poètes de la rue feat. Booba - Tout le monde dans la ronde (sur l'EP des Sages po' Amoureux d'une énigme remix)
- 1995 : Cut Killer - Mixtape No 13 Les lunatic
- 1996 : Lunatic - Viens danser avec les Lunatic (sur la mixtape de Ziko)
- 1996 : Lunatic - Château rouge (sur la mixtape de Ziko)
- 1996 : Time Bomb - Time Bomb explose (sur l'EP des X, J'attaque du mic)
- 1996 : Lunatic - Le crime paie (sur la compilation Hostile Hip Hop (contient un sample de Gato Barbieri - Adios Part I)
- 1996 : Time Bomb - Freestyle Lunatic, Oxmo Puccino et Pit Baccardi sur Génération 88.2
- 1997 : Time Bomb - Le guidon (sur la mixtape No Mix-tape)
- 1997 : Lunatic - Les vrais savent (sur la compilation L 432)
- 1997 : Oxmo Puccino Feat Booba - Pucc fiction (sur la compilation L 432)
- 1997 : La Brigade feat. Lunatic - 16 rimes
- 1997 : Ali - Nique la halla (sur la mixtape Opération coup de poing)
- 1997 : Ali feat. Oxmo Puccino - Esprit mafieux
- 1997 : Time Bomb - Freestyle (sur la mixtape What's the flavor DJ Poska #25
- 1999 : Lunatic feat. Malekal Morte - Test ton mic
- 1999 : Lunatic feat. Koenig - Avance menotté
- 2000 : Yatfu feat. Booba, Mala et Bambino - Notorious (sur l'album de Yatfu Fenku)
- 2000 : Lunatic feat. Ärsenik - Sang d'encre (sur la compilation Sang d'encre)
- 2000 : Lunatic feat. Mala - Hommes de l'ombre (sur la compilation Nouvelle Donne 2)
- 2000 : Comité De Brailleurs feat. Lunatic - On s'maintient (sur l'EP du Comité)
- 2000 : Lunatic - Que le message passe (sur la compile Liberté d'expression Vol.3)
- 2001 : Dicidens feat. Lunatic - De larmes et de sang (sur l'EP du même nom des Dicidens)
- 2001 : Rohff feat. Booba & Rim'K - Cru (sur l'album La Vie Avant La Mort - le morceau n'est jamais sorti)
- 2002 : Black Jack feat. Lunatic & Mala - Diaspora d'Afrique (sur l'album éponyme de Black Jack)
- 2002 : Ali feat. Suspects - Ennemis publics
- 2002 : Lunatic - Strass et paillettes (sur l'album Temps Mort de Booba)
- 2003 : Hi-Fi Feat Ali & Nasme - Le code de la rue (sur l'album d'Hi-Fi, Rien à perdre rien à prouver)
- 2003 : Booba Feat Nessbeal - Tout c'qu'on connait (sur la B.O. du film Taxi 3)
- 2004 : Dicidens feat. Lunatic - De larmes et de sang (sur l'album des Dicidens, HLM rezidents)